# Burg Münch
Die Burg Münch, auch Wasserschloss genannt, ist eine abgegangene Wasserburg in der Stadt Münchenbernsdorf (Schlossstraße) im Landkreis Greiz in Thüringen

## Geschichte
Vermutlich wurde die Wasserburg im 12. Jahrhundert zum Schutz der vorbeiführenden „Regensburger Straße“ von der Familie Münch erbaut, die bis 1585 Besitzer der Burg blieb. Im 16. und 18. Jahrhundert wurde die Burg zum Wasserschloss umgebaut und verfiel später.

## Heutige Nutzung
Nachdem das Wasserschloss jahrelang dem Verfall überlassen war, wurde es 1965 gegen den Einspruch der Denkmalbehörden abgerissen und zeigt heute nur noch einen Torbogen mit einem verbunden Sandsteingebäude.